# Taxigramma hilarella
Taxigramma hilarella är en tvåvingeart som först beskrevs av Zetterstedt 1844.  Taxigramma hilarella ingår i släktet Taxigramma, och familjen köttflugor. Arten är reproducerande i Sverige.